# Annakirche (Olesno)

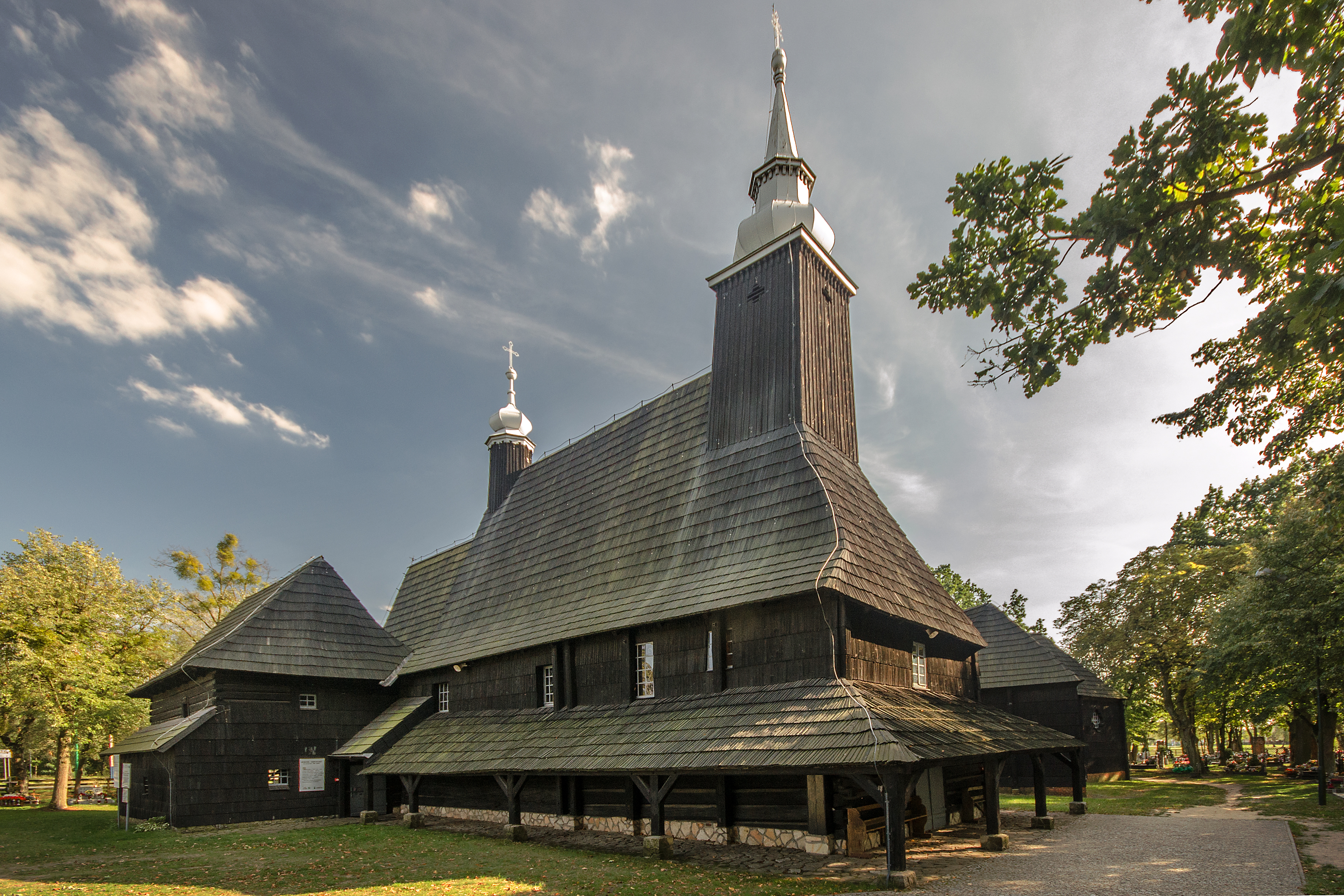
Schrotholzkirche St. Anna von 1518

Die Wallfahrtskirche St. Anna in Olesno (dt. Rosenberg O.S.) ist eine Schrotholzkirche aus dem 16. Jahrhundert. Die römisch-katholische Kirche befindet sich 2,5 Kilometer nördlich der Stadtmitte. Eine Besonderheit dieser Schrotholzkirche ist ihr sternförmiger Anbau. Neben der Kirche befindet sich eine neogotische Kapelle aus der Jahrhundertwende des 19. und 20. Jahrhunderts.
Die Annakirche besitzt ein Bildnis der Heiligen Anna selbdritt.
Die Kirche ist seit 2018 als Pomnik historii (Geschichtsdenkmal) geschützt.

## Geschichte

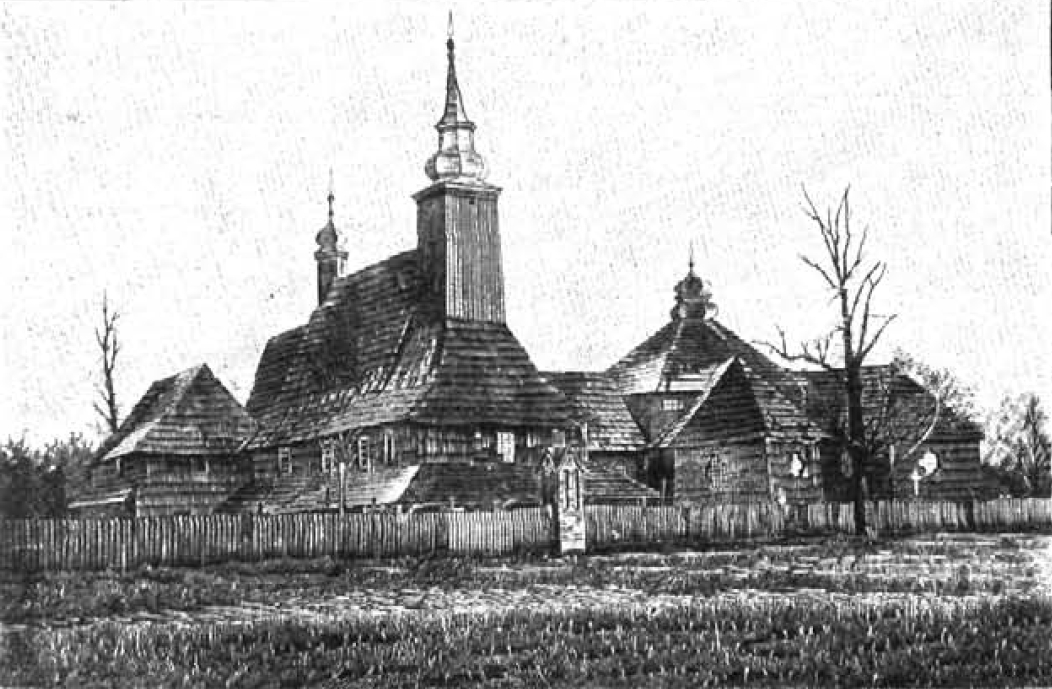
Darstellung der Kirche aus dem zweiten Hälfte des 19. Jahrhunderts

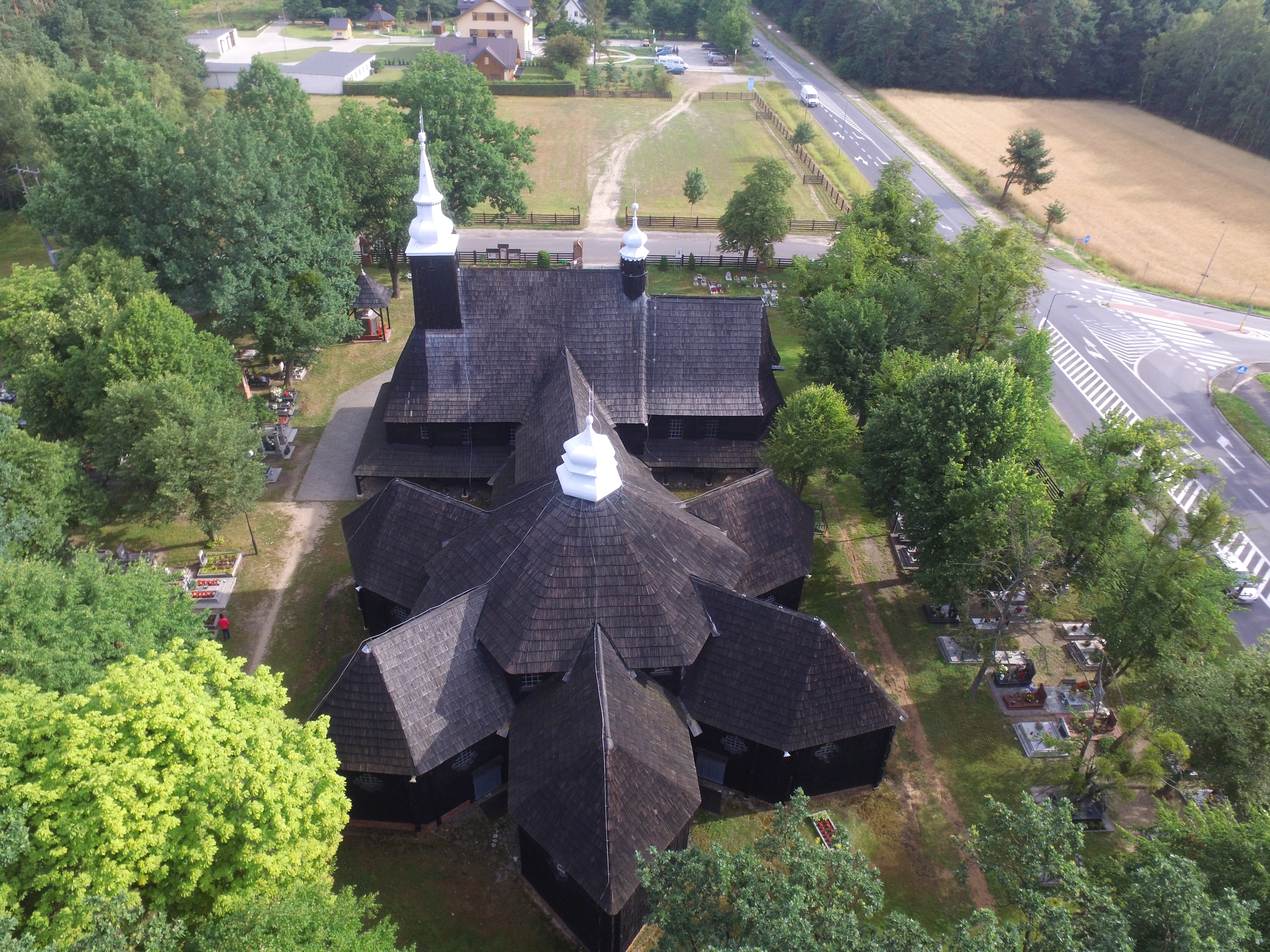
Luftbild der Kirche mit dem sternförmigen Anbau mit 5 Kapellen von 1670

Die Annakirche wurde 1518 an der Stelle einer Schrotholzkapelle aus dem Jahr 1444 erbaut. Von 1668 bis 1670 wurde die Kirche um ihren charakteristischen sternförmigen barocken Anbau erweitert. An diesen Zentralbau mit sechs Seiten schließen sich fünf Kapellen an und ein Verbindungsgang zur alten Kirche mit Langhaus. Jede der Kapellen besitzt einen eigenen Altar. Erbaut wurde der Anbau von Martin Sempek aus Gleiwitz. 1707 wurde laut Inschrift die Sakristei angebaut.
1994 wurde ein Teil der Ausstattung geraubt. 2010 erhielt die Kirche Schutzvorrichtungen, die sie mit Hilfe von Wasser vor einem Feuer schützen sollen.